# Nice-Alassio
Nice-Alassio est une course cycliste disputée entre 1979 et 1997, entre Nice et Alassio. Elle s’est appelée Monte Carlo-Alassio de 1993 à 1996, et Alassio-Cup en 1997.
La course est disputée en février. Elle est utilisée comme courses de préparation à Milan-San Remo. Le parcours était tracé entre la Ligurie et Nice, où la météo était propice à rouler à cette époque de l'année. Elle est créée pour compléter la liste des épreuves disputées sur la Côte d'Azur. Elle fait alors partie des rares courses italo-françaises – à l'image de Gênes-Nice – dont le parcours change de sens suivant les années.

## Palmarès
| Année               | Vainqueur              | Deuxième                | Troisième           |
| ------------------- | ---------------------- | ----------------------- | ------------------- |
| Nice-Alassio        |                        |                         |                     |
| 1979                | Jean-François Pescheux | Christian Muselet       | Jacques Esclassan   |
| 1980                | Francesco Moser        | Guy Sibille             | Gregor Braun        |
| 1981                | Bruno Wolfer           | Giuseppe Passuello      | Wladimiro Panizza   |
| 1982                | René Bittinger         | Pascal Guyot            | Urs Freuler         |
| 1983                | Éric Dall'Armelina     | Gilbert Duclos-Lassalle | Yvon Bertin         |
| 1984                | Stephen Roche          | Robert Millar           | Jacques Bossis      |
| 1985                | Pierino Gavazzi        | Sean Yates              | Ad Wijnands         |
| 1986                | Giovanni Mantovani     | Patrick Serra           | Ad Wijnands         |
| 1987                | Giuseppe Calcaterra    | Patrick Serra           | Benny Van Brabant   |
| 1989                | Willem Van Eynde       | Marco Vitali            | Stefano Della Santa |
| Monte Carlo-Alassio |                        |                         |                     |
| 1993                | Gianluca Bortolami     | Michele Coppolillo      | Heinrich Trumheller |
| 1994                | Adriano Baffi          | Stefano Zanini          | Phil Anderson       |
| 1995                | Mario Cipollini        | Stefano Zanini          | Fabrizio Bontempi   |
| 1996                | Filippo Casagrande     | Gianluca Bortolami      | Angelo Canzonieri   |
| Alassio Cup         |                        |                         |                     |
| 1997                | Gabriele Balducci      | Elio Aggiano            | Biagio Conte        |